# Morti il 17 gennaio
| Questa pagina contiene informazioni ricavate automaticamente dalle voci biografiche con l'ausilio del template Bio e di un bot. L'aggiornamento è periodico e automatico e ricostruisce completamente la pagina. Se manca una persona in questa lista, sei pregato di non aggiungerla, ma accertati piuttosto che la sua voce biografica contenga il template Bio e che i dati anagrafici siano correttamente compilati. Se il template Bio manca, inseriscilo tu stesso o, in alternativa, metti l'avviso {{tmp\|Bio}} che ne segnala la mancanza. Se i dati riportati sono sbagliati, correggi direttamente la voce biografica; le modifiche saranno visibili in questa lista entro pochi giorni. Per chiarimenti vedi il progetto biografie. La lista contiene solo le 580 persone che sono citate nell'enciclopedia e per le quali è stato implementato correttamente il template Bio. Pagina aggiornata al 13 ago 2025. |

## IV secolo(2)
- 356 - Antonio abate, abate egiziano (n. 251)
- 395 - Teodosio, generale e politico romano (n. 347)

## VII secolo(2)
- 647 - Bidam, politico coreano
- 647 - Sulpizio il Pio, vescovo e santo francese

## VIII secolo(1)
- 764 - Giuseppe di Verona, vescovo italiano

## IX secolo(1)
- 851 - Abû 'l-Aghlâb Ibrahim ibn Allah, emiro

## XI secolo(1)
- 1024 - Abd al-Rahman V ibn Hisham, califfo (n. 1001)

## XII secolo(1)
- 1156 - André de Montbard, cavaliere medievale francese

## XIII secolo(3)
- 1229 - Alberto di Riga, arcivescovo cattolico e politico tedesco (n. 1165)
- 1240 - Isabella di Pembroke, nobile britannica (n. 1200)
- 1292 - Teobaldo Ordelaffi, italiano

## XIV secolo(10)
- 1308 - Pierre de Belleperche, giurista, politico e vescovo cattolico francese
- 1318 - Erwin von Steinbach, architetto tedesco (n. 1244)
- 1329 - Rosellina di Villeneuve, monaca cristiana, religiosa e mistica francese (n. 1263)
- 1334 - Giovanni di Bretagna, conte
- 1345 - Martino Zaccaria, politico e ammiraglio italiano
- 1364 - Hélie de Talleyrand-Périgord, vescovo cattolico e cardinale francese (n. 1301)
- 1369 - Pietro I di Cipro, re (n. 1328)
- 1382 - Isabella di Baviera, nobile tedesca (n. 1361)
- 1398 - Paola Bianca Malatesta, nobildonna italiana (n. 1366)
- 1400 - Beraldo II delfino d'Alvernia, nobile francese

## XV secolo(7)
- 1406 - Raimondo Orsini del Balzo, nobile e condottiero italiano
- 1456 - Elisabetta di Lorena-Vaudémont, scrittrice (n. 1397)
- 1457 - Giovanni d'Anagni, giurista e presbitero italiano
- 1458 - Luigi I, langravio d'Assia, nobile tedesco (n. 1402)
- 1468 - Scanderbeg, principe e generale albanese (n. 1405)
- 1497 - Gentile Virginio Orsini, nobile e condottiero italiano
- 1500 - Giovanni Borgia, cardinale e arcivescovo cattolico spagnolo (n. 1470)

## XVI secolo(11)
- 1511 - Beatriz de Bobadilla, marchesa di Moya, nobile spagnola (n. 1440)
- 1540 - Hernando de Alarcón, militare spagnolo (n. 1466)
- 1541 - Giovanni Spataro, teorico musicale e compositore italiano (n. 1458)
- 1547 - Roberto Pucci, cardinale italiano (n. 1463)
- 1551 - Pedro Mexía, scrittore spagnolo (n. 1497)
- 1556 - Humayun, imperatore indiano (n. 1508)
- 1557 - Filippo de' Nerli, storico italiano (n. 1486)
- 1562 - Bonaventura Fauni-Pio, teologo e vescovo cattolico italiano (n. 1496)
- 1567 - Sampiero Corso, mercenario e generale italiano (n. 1498)
- 1582 - Bega Begum, principessa persiana (n. 1511)
- 1598 - Fëdor I di Russia, russo (n. 1557)

## XVII secolo(19)
- 1604 - Santino Garsi da Parma, musicista e compositore italiano (n. 1542)
- 1609 - Giulio Cesare Croce, scrittore, cantastorie e commediografo italiano (n. 1550)
- 1617 - Comino Ventura, tipografo e editore italiano
- 1617 - Fausto Veranzio, letterato, filosofo e storico dalmata (n. 1551)
- 1618 - Luca Valerio, matematico italiano (n. 1553)
- 1625 - Giulio Negrone, gesuita e scrittore italiano (n. 1553)
- 1638 - Antoine de Loménie, politico e diplomatico francese (n. 1560)
- 1639 - Ottavio Costa, banchiere e collezionista d'arte italiano (n. 1554)
- 1647 - Zerbino Lugo, vescovo cattolico italiano
- 1650 - Tommaso Dolabella, pittore italiano (n. 1570)
- 1650 - Monaca di Monza, religiosa italiana (n. 1575)
- 1666 - Giacomo Corradi, cardinale e vescovo cattolico italiano (n. 1602)
- 1667 - Joseph Fürttenbach, matematico e ingegnere tedesco (n. 1591)
- 1670 - Jean Leurechon, matematico francese (n. 1591)
- 1680 - Giorgio Bolognetti, vescovo cattolico e diplomatico italiano (n. 1595)
- 1681 - Giulio Cesare Colonna di Sciarra, II principe di Carbognano, nobile italiano (n. 1602)
- 1686 - Carlo Dolci, pittore italiano (n. 1616)
- 1691 - Richard Lower, medico britannico (n. 1631)
- 1694 - Pierre de Guibours, storico e genealogista francese (n. 1625)

## XVIII secolo(36)
- 1701 - Carlo Loffredo, arcivescovo cattolico italiano (n. 1635)
- 1701 - Domenico Belisario de Bellis, vescovo cattolico italiano (n. 1647)
- 1705 - John Ray, naturalista britannico (n. 1627)
- 1706 - Philipp Peter Roos, pittore tedesco (n. 1657)
- 1712 - Francesco Andrea Grassi, vescovo cattolico italiano (n. 1661)
- 1714 - Gabriel Álvarez de Toledo, scrittore spagnolo (n. 1662)
- 1718 - Giacomo Caracciolo, arcivescovo cattolico, diplomatico e funzionario italiano (n. 1675)
- 1718 - Benjamin Church, militare statunitense (n. 1639)
- 1719 - Sofia Amalia Moth, danese (n. 1654)
- 1732 - Josef Antonín Planický, compositore boemo (n. 1691)
- 1733 - George Byng, I visconte Torrington, ammiraglio e diplomatico inglese (n. 1668)
- 1736 - Matthäus Daniel Pöppelmann, architetto tedesco (n. 1662)
- 1738 - Bartolomeo Corte, medico italiano (n. 1666)
- 1738 - Jean-François Dandrieu, musicista, organista e clavicembalista francese (n. 1682)
- 1739 - Giorgio Spinola, cardinale e arcivescovo cattolico italiano (n. 1667)
- 1740 - Matthias Buchinger, artista, calligrafo e illusionista tedesco (n. 1674)
- 1743 - Guillaume Hyacinthe Bougeant, gesuita e storico francese (n. 1690)
- 1745 - Luigi Maria Lucini, cardinale italiano (n. 1666)
- 1751 - Tomaso Albinoni, compositore e violinista italiano (n. 1671)
- 1754 - Domenico Chelucci, matematico e presbitero italiano (n. 1681)
- 1754 - Filippo Maria de Monti, cardinale italiano (n. 1675)
- 1756 - Giuseppe Longhi, francescano italiano (n. 1694)
- 1758 - James Hamilton, VI duca di Hamilton, nobile scozzese (n. 1724)
- 1762 - Girolamo Antonio Altieri, III principe di Oriolo, principe italiano (n. 1676)
- 1770 - Paulo António de Carvalho e Mendonça, cardinale portoghese (n. 1702)
- 1772 - Johann Jakob Quandt, teologo e bibliotecario tedesco (n. 1686)
- 1775 - Vincenzo Riccati, matematico e fisico italiano (n. 1707)
- 1775 - Giovanni Battista Sammartini, compositore, organista e direttore d'orchestra italiano
- 1777 - Joseph Louis Ollivier, ingegnere francese (n. 1727)
- 1778 - Filippo Gonzaga, militare italiano (n. 1709)
- 1786 - Giovanna Guglielmina di Anhalt-Köthen, nobildonna tedesca (n. 1728)
- 1788 - Alessio Prati, compositore italiano (n. 1750)
- 1789 - Andrea Negroni, cardinale italiano (n. 1710)
- 1794 - Jean-Baptiste du Barry, nobile francese (n. 1723)
- 1800 - Maximilian Christof von Rodt, vescovo cattolico tedesco (n. 1717)
- 1800 - Pietro Vigilio Thun, vescovo cattolico italiano (n. 1724)

## XIX secolo(101)
- 1801 - Raffaele Agostino De Ferrari, doge (n. 1732)
- 1802 - Antonio Bonazzi, violinista, direttore d'orchestra e compositore italiano (n. 1754)
- 1805 - Abraham Hyacinthe Anquetil-Duperron, orientalista francese (n. 1731)
- 1805 - Gottlob Christian Storr, teologo tedesco (n. 1746)
- 1806 - Francesco Soave, filosofo, traduttore e docente svizzero (n. 1743)
- 1806 - Franz von Werneck, generale austriaco (n. 1748)
- 1807 - Pierre Marie Auguste Broussonet, medico e naturalista francese (n. 1761)
- 1815 - Giovanni Battista Monteggia, chirurgo italiano (n. 1762)
- 1819 - Ludovico Ludovici, vescovo cattolico e militare italiano (n. 1747)
- 1820 - Francesco Colelli, pittore italiano (n. 1734)
- 1821 - Domenico Bruni, cantante lirico italiano (n. 1758)
- 1823 - Zacharias Werner, poeta, drammaturgo e predicatore tedesco (n. 1768)
- 1824 - Thomas Maitland, militare e politico britannico (n. 1760)
- 1826 - Juan Crisóstomo de Arriaga, compositore spagnolo (n. 1806)
- 1826 - Joseph Boze, pittore francese (n. 1746)
- 1826 - Eustachio Degola, scrittore, presbitero e teologo italiano (n. 1761)
- 1828 - Alexander Ranaldson Macdonell, militare e nobile scozzese (n. 1773)
- 1829 - Adam Müller, scrittore, economista e filosofo tedesco (n. 1779)
- 1830 - Wilhelm Waiblinger, poeta tedesco (n. 1804)
- 1831 - Giuseppina Quaglia Borghese, pittrice italiana (n. 1764)
- 1833 - William Rush, scultore statunitense (n. 1756)
- 1834 - Giovanni Aldini, fisico e fisiologo italiano (n. 1762)
- 1836 - Mangkunegara II, sovrano indonesiano (n. 1768)
- 1838 - Daniello Berlinghieri, politico e ambasciatore italiano (n. 1761)
- 1839 - Friedrich Guimpel, botanico, incisore e illustratore tedesco (n. 1774)
- 1839 - Federico Moretti, chitarrista e militare italiano (n. 1769)
- 1839 - Richard Temple-Nugent-Brydges-Chandos-Grenville, I duca di Buckingham e Chandos, politico britannico (n. 1776)
- 1841 - Rezin Bowie, imprenditore, inventore e mercenario statunitense (n. 1793)
- 1842 - Joseph Maria von Fraunberg, arcivescovo cattolico tedesco (n. 1768)
- 1847 - Alexandre Courson de la Villevalio, generale e nobile francese (n. 1767)
- 1848 - Agostino Castelli, militare italiano (n. 1799)
- 1848 - Edward Herbert, II conte di Powis, politico inglese (n. 1785)
- 1848 - Petros Mavromichalis, politico greco (n. 1765)
- 1851 - Spencer Compton, II marchese di Northampton, nobile inglese (n. 1790)
- 1853 - Samuele Jesi, incisore italiano (n. 1788)
- 1856 - René François Rohrbacher, storico francese (n. 1789)
- 1857 - Federico Annibale di Thurn und Taxis, nobile e militare boemo (n. 1799)
- 1858 - Alessandro Bottone di San Giuseppe, politico italiano (n. 1799)
- 1858 - Pietro Ruggeri da Stabello, poeta italiano (n. 1797)
- 1859 - Bartolomeo Biasoletto, chimico, botanico e naturalista italiano (n. 1793)
- 1861 - Lola Montez, danzatrice, attrice teatrale e avventuriera irlandese (n. 1821)
- 1861 - Malla Silfverstolpe, scrittrice svedese (n. 1782)
- 1863 - Francesco Bruni, vescovo cattolico italiano (n. 1802)
- 1863 - Antonio Locaso, brigante italiano (n. 1841)
- 1863 - Horace Vernet, pittore e fotografo francese (n. 1789)
- 1865 - Charles Greville, scrittore e politico britannico (n. 1794)
- 1865 - Luigia Mussini Piaggio, pittrice italiana (n. 1832)
- 1866 - Carlo Canera di Salasco, generale italiano (n. 1796)
- 1866 - George Petrie, pittore, musicista e archeologo irlandese (n. 1790)
- 1867 - Clément Villecourt, cardinale e vescovo cattolico francese (n. 1787)
- 1868 - Vasilij Andreevič Dolgorukov, generale russo (n. 1804)
- 1869 - Aleksandr Sergeevič Dargomyžskij, compositore russo (n. 1813)
- 1870 - Alexander Anderson, incisore, illustratore e medico statunitense (n. 1775)
- 1872 - Luigi Mannelli, politico italiano (n. 1803)
- 1872 - Antoine Frédéric Spring, medico tedesco (n. 1814)
- 1873 - Domenico Mauro, politico, letterato e patriota italiano (n. 1812)
- 1874 - Maria Teresa di Braganza, nobile portoghese (n. 1793)
- 1874 - Chang ed Eng Bunker, siamese (n. 1811)
- 1874 - Luigi Soldo, generale e patriota italiano (n. 1820)
- 1878 - Mateo Benigno de Moraza, politico e giurista spagnolo (n. 1817)
- 1879 - Nikolaj Andreevič Išutin, rivoluzionario russo (n. 1840)
- 1879 - Pasquale Mattej, pittore, disegnatore e archeologo italiano (n. 1813)
- 1880 - Agénor de Gramont, diplomatico e politico francese (n. 1819)
- 1882 - Charles Blanc, poeta e critico d'arte francese (n. 1813)
- 1882 - Carlo Piaggia, esploratore italiano (n. 1827)
- 1883 - Jozef Božetech Klemens, pittore, scultore e inventore slovacco (n. 1817)
- 1884 - Hermann Schlegel, ornitologo e erpetologo tedesco (n. 1804)
- 1884 - Giovanni Villa Riso, politico italiano (n. 1813)
- 1885 - Leopoldine Blahetka, pianista e compositrice austriaca (n. 1809)
- 1886 - Paul Baudry, pittore francese (n. 1828)
- 1886 - Eduard Oscar Schmidt, botanico e zoologo tedesco (n. 1823)
- 1887 - Laurent-Charles Maréchal, pittore e vetraio francese (n. 1801)
- 1888 - Giuseppe Mongeri, storico dell'arte, scrittore e critico d'arte italiano (n. 1812)
- 1888 - Anatole de Melun, politico francese (n. 1807)
- 1889 - Gioacchino Burdese, militare italiano (n. 1830)
- 1889 - Étienne Marilley, arcivescovo cattolico svizzero (n. 1804)
- 1889 - Juan Montalvo, scrittore e saggista ecuadoriano (n. 1832)
- 1890 - Guglielmo d'Assia-Philippsthal-Barchfeld, principe (n. 1831)
- 1890 - Władysław Taczanowski, zoologo, ornitologo e aracnologo polacco (n. 1819)
- 1891 - George Bancroft, storico e politico statunitense (n. 1800)
- 1891 - Abílio César Borges, medico e educatore brasiliano (n. 1824)
- 1891 - Julius Petzholdt, bibliografo e bibliotecario tedesco (n. 1812)
- 1891 - Raffaele Righetto, patriota italiano (n. 1837)
- 1891 - Johannes Verhulst, compositore e direttore d'orchestra olandese (n. 1816)
- 1892 - Enrico Frati, archivista italiano (n. 1816)
- 1892 - Antonio Spezia, ingegnere e architetto italiano (n. 1814)
- 1892 - Auguste Viard, attivista francese (n. 1836)
- 1893 - Karl Anrather, pittore austriaco (n. 1861)
- 1893 - Rutherford B. Hayes, avvocato, politico e generale statunitense (n. 1822)
- 1894 - Domenico Ghirardelli, imprenditore italiano (n. 1817)
- 1894 - Benjamin Waterhouse Hawkins, scultore britannico (n. 1807)
- 1895 - Gennaro Celli, magistrato italiano (n. 1829)
- 1895 - George Newbold Lawrence, dirigente d'azienda e ornitologo statunitense (n. 1806)
- 1896 - Elise L'Heureux, fotografa e imprenditrice canadese (n. 1827)
- 1897 - Cornelis Nagtglas, politico olandese (n. 1814)
- 1898 - Charles Napier Kennedy, pittore britannico (n. 1852)
- 1899 - Camillo Everardi, baritono e insegnante belga (n. 1824)
- 1899 - Panos Koronaios, generale e politico greco (n. 1809)
- 1900 - Schomberg Kerr, IX marchese di Lothian, politico e diplomatico scozzese (n. 1833)
- 1900 - Henriette Nielsen, scrittrice e drammaturga danese (n. 1815)
- 1900 - Luigi Trombetta, cardinale italiano (n. 1820)

## XX secolo(222)
- 1901 - Jacob Georg Agardh, botanico e politico svedese (n. 1813)
- 1901 - Paul Hankar, architetto e designer belga (n. 1859)
- 1901 - Frederic William Henry Myers, psicologo e parapsicologo britannico (n. 1843)
- 1903 - Felice Garelli, politico italiano (n. 1831)
- 1905 - Goffredo di Crollalanza, genealogista, giornalista e araldista italiano (n. 1855)
- 1905 - Carlo Petri, politico italiano (n. 1823)
- 1905 - Carolina di Reuss-Greiz, principessa tedesca (n. 1884)
- 1906 - Odoardo Luchini, giurista e politico italiano (n. 1844)
- 1906 - Oswald von Richthofen, politico tedesco (n. 1847)
- 1907 - Ernesto De Angeli, imprenditore italiano (n. 1849)
- 1908 - Ferdinando IV di Toscana, nobile (n. 1835)
- 1910 - Tommaso Burato, fotografo dalmata (n. 1840)
- 1910 - Lelio Casini, baritono italiano (n. 1865)
- 1910 - Friedrich Kohlrausch, fisico tedesco (n. 1840)
- 1911 - Francis Galton, esploratore, biologo e antropologo britannico (n. 1822)
- 1914 - Fernand Foureau, esploratore e geografo francese (n. 1850)
- 1916 - Marie Bracquemond, pittrice francese (n. 1840)
- 1916 - Arthur V. Johnson, attore e regista statunitense (n. 1876)
- 1916 - Domenico Maria Valensise, teologo e arcivescovo cattolico italiano (n. 1832)
- 1922 - Carl Robert, filologo classico e archeologo tedesco (n. 1850)
- 1923 - Émile Boisseau, scultore francese (n. 1842)
- 1924 - Léonie Laporte, attrice e cantante francese (n. 1871)
- 1925 - Francesco Compagna, politico italiano (n. 1848)
- 1925 - Pietro Frugoni, avvocato e politico italiano (n. 1847)
- 1925 - Ottorino Manni, giornalista e scrittore italiano (n. 1880)
- 1927 - Giuseppina Berettoni, mistica italiana (n. 1875)
- 1927 - Eagle Eye, attore statunitense (n. 1877)
- 1927 - Juliette Gordon Low, attivista statunitense (n. 1860)
- 1927 - Vincenzo Riolo, politico italiano (n. 1847)
- 1927 - Giorgio Roster, scienziato e fotografo italiano (n. 1843)
- 1928 - Paolo Emilio Bensa, giurista e politico italiano (n. 1858)
- 1931 - René Viguier, botanico francese (n. 1880)
- 1933 - David Beghè, pittore italiano (n. 1854)
- 1933 - Ruurd Leegstra, canottiere olandese (n. 1877)
- 1933 - Ormond Stone, astronomo e matematico statunitense (n. 1847)
- 1933 - Louis Comfort Tiffany, artista e designer statunitense (n. 1848)
- 1934 - Karl Fritsch, botanico austriaco (n. 1864)
- 1935 - Antonio Cippico, politico italiano (n. 1877)
- 1935 - Alberto Dallolio, politico e storico italiano (n. 1852)
- 1935 - Antoni Malecki, vescovo cattolico russo (n. 1861)
- 1935 - Maria Teresa di Löwenstein-Wertheim-Rosenberg, principessa tedesca (n. 1870)
- 1936 - Mateiu Caragiale, scrittore e poeta rumeno (n. 1885)
- 1937 - Richard Boleslawski, regista e attore polacco (n. 1889)
- 1938 - Ernst August Max von Bacmeister, ufficiale prussiano (n. 1853)
- 1938 - Angelo Boetti, militare e aviatore italiano (n. 1912)
- 1938 - Eduard Garonne, calciatore svizzero (n. 1881)
- 1938 - William Henry Pickering, astronomo statunitense (n. 1858)
- 1939 - Mario Roselli Cecconi, militare italiano (n. 1881)
- 1940 - Robert Schiff, chimico tedesco (n. 1854)
- 1940 - Giuseppe Sturani, direttore d'orchestra italiano (n. 1855)
- 1941 - Bertha Porter, biografa britannica (n. 1852)
- 1941 - Eduard Zintl, chimico tedesco (n. 1898)
- 1942 - Pirro Bottaro, pittore italiano (n. 1868)
- 1942 - Georg Hirschfeld, scrittore tedesco (n. 1873)
- 1942 - Agostino Laera, vescovo cattolico italiano (n. 1871)
- 1942 - Walter von Reichenau, generale tedesco (n. 1884)
- 1942 - Giacomo Vigliani, prefetto e politico italiano (n. 1862)
- 1943 - Jane Avril, ballerina francese (n. 1868)
- 1943 - Michail Baranov, militare e aviatore sovietico (n. 1921)
- 1943 - Adolf Gehrts, calciatore tedesco (n. 1886)
- 1943 - Giuseppe Moschini, militare e marinaio italiano (n. 1903)
- 1944 - Eugène Deloncle, politico francese (n. 1890)
- 1944 - J. Thomas Looney, scrittore britannico (n. 1870)
- 1944 - Giacinto Tamburini, vescovo cattolico italiano (n. 1886)
- 1945 - Édouard Bourdet, drammaturgo e giornalista francese (n. 1887)
- 1945 - Malcolm McEachern, cantante australiano (n. 1883)
- 1945 - Teresio Olivelli, partigiano italiano (n. 1916)
- 1945 - Costantino Salvi, generale italiano (n. 1886)
- 1945 - Giacomo Spada, partigiano italiano (n. 1908)
- 1946 - Jenny Nyström, pittrice e illustratrice svedese (n. 1854)
- 1947 - Hryhoryj Chomyšyn, vescovo cattolico e beato ucraino (n. 1867)
- 1947 - Hugh Valentine King, militare britannico (n. 1901)
- 1947 - Pëtr Nikolaevič Krasnov, generale e scrittore russo (n. 1869)
- 1947 - Eugenio Lanti, esperantista francese (n. 1879)
- 1947 - Wilhelm Levison, storico tedesco (n. 1876)
- 1947 - Brunilde Tanzi, attivista e militare italiana (n. 1912)
- 1947 - Jean-Marie-Rodrigue Villeneuve, cardinale e arcivescovo cattolico canadese (n. 1883)
- 1948 - Maurice Goudard, ingegnere e inventore francese (n. 1881)
- 1949 - Camillo Isnardi, tiratore a segno italiano (n. 1874)
- 1949 - Alexander Souter, biblista, latinista e grecista britannico (n. 1873)
- 1950 - Henry Justin Allen, politico statunitense (n. 1868)
- 1950 - Carlo Veneziani, commediografo e sceneggiatore italiano (n. 1882)
- 1951 - Antonio Ghisu, pittore italiano (n. 1875)
- 1952 - Ugo Bordoni, fisico e dirigente d'azienda italiano (n. 1884)
- 1954 - Leonard Eugene Dickson, matematico statunitense (n. 1874)
- 1954 - John Rigby Poyser, architetto britannico (n. 1872)
- 1954 - Paul Scardon, attore e regista australiano (n. 1874)
- 1955 - Bruno Deri, calciatore italiano (n. 1907)
- 1955 - André de Ribaupierre, violinista e docente svizzero (n. 1893)
- 1955 - Vincenzo de Feo, ammiraglio e politico italiano (n. 1876)
- 1956 - José Enrique Marrero Regalado, architetto spagnolo (n. 1897)
- 1957 - Giovanni Battista Boeri, politico italiano (n. 1882)
- 1958 - Eric Crockford, hockeista su prato britannico (n. 1888)
- 1959 - Arnold Wycombe Gomme, filologo classico e storico britannico (n. 1886)
- 1959 - Hope Loring, sceneggiatrice britannica (n. 1894)
- 1960 - Thalia Flora-Karavia, pittrice e disegnatrice greca (n. 1871)
- 1960 - Wei Lihuang, generale e politico cinese (n. 1897)
- 1961 - Umberto Cipollone, avvocato e politico italiano (n. 1883)
- 1961 - Étienne Drioton, egittologo e archeologo francese (n. 1889)
- 1961 - Patrice Lumumba, politico congolese (Repubblica Democratica del Congo) (n. 1925)
- 1962 - Gerrit Achterberg, poeta olandese (n. 1905)
- 1963 - Jean Aymé, attore francese (n. 1876)
- 1963 - Johannes Sejersted Bødtker, banchiere e collezionista d'arte norvegese (n. 1879)
- 1963 - Salvatore La Barbera, mafioso italiano (n. 1922)
- 1963 - Henri Masson, schermidore francese (n. 1872)
- 1964 - Đorđe Andrejević Kun, pittore serbo (n. 1904)
- 1964 - Ernesto Peyer, allenatore di calcio e calciatore svizzero (n. 1891)
- 1964 - T. H. White, scrittore britannico (n. 1906)
- 1965 - Pierre-Marie Gerlier, cardinale e arcivescovo cattolico francese (n. 1880)
- 1965 - Javotte Bocconi Manca di Villahermosa, nobildonna e mecenate italiana (n. 1879)
- 1965 - Secondo Siviardo, calciatore, dirigente sportivo e allenatore di calcio italiano (n. 1894)
- 1966 - Cesare Bevilacqua, imprenditore italiano (n. 1884)
- 1966 - Vincent J. Donehue, regista statunitense (n. 1915)
- 1967 - Delos W. Lovelace, scrittore e giornalista statunitense (n. 1894)
- 1967 - Evelyn Nesbit, modella, ballerina e attrice statunitense (n. 1884)
- 1967 - Barney Ross, pugile statunitense (n. 1909)
- 1968 - Julius Deutsch, politico e pubblicista austriaco (n. 1884)
- 1968 - Jennie Fletcher, nuotatrice britannica (n. 1890)
- 1968 - Vittorio Lugli, scrittore, giornalista e critico letterario italiano (n. 1885)
- 1968 - Olga Modigliani, ceramista italiana (n. 1873)
- 1968 - Ernest Moreau de Melen, calciatore belga (n. 1879)
- 1968 - Giuseppe Tarella, calciatore e velocista italiano (n. 1883)
- 1969 - Grażyna Bacewicz, compositrice polacca (n. 1909)
- 1969 - Augusto Colombo, pittore italiano (n. 1902)
- 1970 - Ramon d'Abadal i de Vinyals, storiografo spagnolo (n. 1888)
- 1970 - Robert Lindley Murray, tennista statunitense (n. 1893)
- 1970 - Klaas Ooms, calciatore olandese (n. 1917)
- 1970 - Maria Rosada, montatrice italiana (n. 1899)
- 1970 - Billy Stewart, cantante, batterista e pianista statunitense (n. 1937)
- 1970 - Ona Šimaitė, bibliotecaria lituana (n. 1894)
- 1971 - Lothar Rendulic, generale austriaco (n. 1887)
- 1971 - Jacobo Arbenz Guzmán, politico e militare guatemalteco (n. 1913)
- 1972 - Mario Baffico, regista e sceneggiatore italiano (n. 1907)
- 1972 - Emilia Gubitosi, pianista, direttrice di coro e compositrice italiana (n. 1887)
- 1972 - Rochelle Hudson, attrice statunitense (n. 1916)
- 1972 - Betty Smith, scrittrice statunitense (n. 1896)
- 1973 - Erland Ellingsen, calciatore norvegese (n. 1900)
- 1973 - Fred Essler, attore statunitense (n. 1895)
- 1973 - Tarsila do Amaral, pittrice, disegnatrice e traduttrice brasiliana (n. 1886)
- 1974 - Ugo Pistolesi, tiratore a segno italiano (n. 1883)
- 1974 - Mario Zidarich, calciatore e allenatore di calcio italiano (n. 1915)
- 1975 - Ranuccio Bianchi Bandinelli, archeologo e politico italiano (n. 1900)
- 1975 - Pëtr Ežov, calciatore sovietico (n. 1900)
- 1975 - Curt Hartzell, ginnasta svedese (n. 1891)
- 1975 - Gustavo Rojas Pinilla, politico e generale colombiano (n. 1900)
- 1975 - Georgij Evgen'evič Šilov, matematico sovietico (n. 1917)
- 1976 - Edgar Kail, calciatore inglese (n. 1900)
- 1977 - Maria Antonietta Avanzo, pilota automobilistica italiana (n. 1889)
- 1977 - Gary Gilmore, criminale statunitense (n. 1940)
- 1977 - Earl Girard, giocatore di football americano statunitense (n. 1927)
- 1977 - Dougal Haston, alpinista britannico (n. 1940)
- 1977 - Rolf Schott, storico dell'arte e scrittore tedesco (n. 1891)
- 1978 - Nino Giannini, regista e sceneggiatore italiano (n. 1894)
- 1980 - Barbara Britton, attrice statunitense (n. 1919)
- 1980 - Aleksandr Nikolaevič Nesmejanov, chimico e politico sovietico (n. 1899)
- 1980 - Karla Schramm, attrice cinematografica statunitense (n. 1891)
- 1981 - Eugenio Gatto, avvocato, politico e partigiano italiano (n. 1911)
- 1981 - Giordano Roggero, calciatore italiano (n. 1909)
- 1981 - Charles de Tolnay, storico dell'arte ungherese (n. 1899)
- 1982 - Juan O'Gorman, pittore e architetto messicano (n. 1905)
- 1982 - Varlam Tichonovič Šalamov, scrittore, poeta e giornalista sovietico (n. 1907)
- 1982 - Nino Veglia, attore e impresario teatrale italiano (n. 1922)
- 1982 - Osvaldo Zubeldía, allenatore di calcio e calciatore argentino (n. 1927)
- 1983 - Angelo Dessy, attore italiano (n. 1907)
- 1983 - Doodles Weaver, attore statunitense (n. 1911)
- 1984 - Henry Henriksen, calciatore norvegese (n. 1921)
- 1984 - Earl Moran, illustratore statunitense (n. 1893)
- 1984 - George Rigaud, attore argentino (n. 1905)
- 1985 - Ezio Acchini, canottiere italiano (n. 1922)
- 1987 - Mario Checcacci, canottiere italiano (n. 1910)
- 1987 - Hugo Fregonese, regista cinematografico, sceneggiatore e giornalista argentino (n. 1908)
- 1987 - Gu Zhutong, generale e politico cinese (n. 1893)
- 1987 - Aldo Perani, calciatore italiano (n. 1907)
- 1987 - Giuseppe Spinelli, politico italiano (n. 1908)
- 1989 - Olga Averino, soprano e docente russo (n. 1895)
- 1989 - Georges Schehadé, scrittore, poeta e drammaturgo libanese (n. 1905)
- 1989 - Alfredo Zitarrosa, cantante, compositore e poeta uruguaiano (n. 1936)
- 1990 - Giuseppe Amarelli, imprenditore italiano (n. 1904)
- 1990 - Tito Celani, calciatore e allenatore di calcio italiano (n. 1921)
- 1990 - Charles Hernu, politico francese (n. 1923)
- 1990 - Sydney Johnson, inglese
- 1990 - Léon Motchane, matematico e mecenate svizzero (n. 1900)
- 1991 - Angelo Bellavia, calciatore italiano (n. 1950)
- 1991 - Giacomo Manzù, scultore e pittore italiano (n. 1908)
- 1991 - Massimiliano Pavan, storico italiano (n. 1920)
- 1992 - Dorothy Alison, attrice australiana (n. 1925)
- 1992 - Vincenzo Barra, politico italiano (n. 1915)
- 1992 - Luigi Durand de la Penne, ammiraglio e politico italiano (n. 1914)
- 1992 - Nunzia Fumo, attrice italiana (n. 1913)
- 1992 - Cecilia Kin, scrittrice, critica letteraria e traduttrice russa (n. 1905)
- 1992 - Cromie McCandless, pilota motociclistico britannico (n. 1921)
- 1992 - Charlie Ventura, sassofonista statunitense (n. 1916)
- 1993 - Julio Coll, regista e sceneggiatore spagnolo (n. 1919)
- 1993 - Liu Yunzhang, cestista cinese (n. 1912)
- 1993 - Vittore Martini, allenatore di calcio e calciatore italiano (n. 1912)
- 1993 - Vilmos Zombori, calciatore rumeno (n. 1906)
- 1994 - Carlo Andrei, antifascista, partigiano e politico italiano (n. 1905)
- 1994 - Chung Il-kwon, generale, politico e diplomatico sudcoreano (n. 1917)
- 1994 - Georges Cziffra, pianista ungherese (n. 1921)
- 1994 - Andrea Devoto, psichiatra italiano (n. 1927)
- 1994 - Eugenio Mario Raffo, artista italiano (n. 1904)
- 1994 - Helen Stephens, velocista, discobola e cestista statunitense (n. 1918)
- 1995 - Raf Baldassarre, attore italiano (n. 1931)
- 1995 - Wilhelm Haferkamp, sindacalista e politico tedesco (n. 1923)
- 1995 - Giovanni Lurani, pilota automobilistico, ingegnere e giornalista italiano (n. 1905)
- 1995 - Miguel Torga, scrittore e poeta portoghese (n. 1907)
- 1995 - Carlo Pes, chitarrista, compositore e arrangiatore italiano (n. 1927)
- 1996 - Lidia Beccaria Rolfi, scrittrice italiana (n. 1925)
- 1996 - Barbara Jordan, avvocata e politica statunitense (n. 1936)
- 1996 - Mario Miglietta, arcivescovo cattolico italiano (n. 1925)
- 1997 - Clyde Tombaugh, astronomo statunitense (n. 1906)
- 1998 - Junior Kimbrough, musicista statunitense (n. 1930)
- 1998 - Josep Obiols, calciatore spagnolo (n. 1907)
- 1998 - Angelo Luigi Stoppa, religioso e storico italiano (n. 1915)
- 1998 - Luís Trochillo, calciatore brasiliano (n. 1930)
- 1999 - Károly Kéri, calciatore ungherese (n. 1920)
- 1999 - Claire Schillace, giocatrice di baseball statunitense (n. 1921)
- 1999 - Cay-Hugo von Brockdorff, scultore e storico dell'arte tedesco (n. 1915)
- 2000 - Giancarlo Bartolini Salimbeni, scenografo e costumista italiano (n. 1916)
- 2000 - Vasile Cristea, vescovo cattolico rumeno (n. 1906)
- 2000 - Carl Forberg, pilota automobilistico statunitense (n. 1911)
- 2000 - Ion Rațiu, politico, imprenditore e scrittore rumeno (n. 1917)

## XXI secolo(162)
- 2001 - Gregory Corso, poeta statunitense (n. 1930)
- 2001 - Tom Kilburn, matematico e informatico britannico (n. 1921)
- 2001 - Sergej Kraigher, politico jugoslavo (n. 1914)
- 2001 - Renato Monti, politico e sindacalista italiano (n. 1921)
- 2001 - Pepe Ortiz, calciatore spagnolo (n. 1931)
- 2001 - Garland O'Shields, cestista statunitense (n. 1921)
- 2001 - Geno Pampaloni, giornalista, critico letterario e scrittore italiano (n. 1918)
- 2002 - Eddie Meduza, cantautore, musicista e cantante svedese (n. 1948)
- 2002 - Umberto Ortolani, avvocato, imprenditore e dirigente pubblico italiano (n. 1913)
- 2002 - Queenie Leonard, attrice e cantante britannica (n. 1905)
- 2002 - Camilo José Cela, scrittore spagnolo (n. 1916)
- 2003 - Bernice Claire, cantante e attrice statunitense (n. 1906)
- 2003 - Richard Crenna, attore, regista e produttore televisivo statunitense (n. 1926)
- 2003 - Nils G. van Dijk, compositore di scacchi norvegese (n. 1933)
- 2003 - Angelo Filipuzzi, storico italiano (n. 1907)
- 2003 - Joseph Salemi, musicista statunitense (n. 1902)
- 2004 - Sergej Lopatin, sollevatore sovietico (n. 1939)
- 2004 - Czesław Niemen, compositore e cantautore polacco (n. 1939)
- 2004 - Ray Stark, produttore cinematografico statunitense (n. 1915)
- 2004 - Noble Willingham, attore statunitense (n. 1931)
- 2005 - Carlo Battaglia, pittore italiano (n. 1933)
- 2005 - José Bezerra da Silva, cantante, compositore e violinista brasiliano (n. 1927)
- 2005 - Giorgio Ghezzi, politico italiano (n. 1932)
- 2005 - Jack Harper, tennista australiano (n. 1914)
- 2005 - Anatolij Kartašov, pallanuotista sovietico (n. 1937)
- 2005 - Virginia Mayo, attrice e ballerina statunitense (n. 1920)
- 2005 - Zhao Ziyang, politico cinese (n. 1919)
- 2006 - Pierre Gaudibert, critico d'arte e scrittore francese (n. 1928)
- 2007 - Alice Auma, politica ugandese (n. 1956)
- 2007 - Arthur Buchwald, giornalista e scrittore statunitense (n. 1925)
- 2007 - Rodrigo Flores, ingegnere e scacchista cileno (n. 1913)
- 2007 - Giuseppe Gallizia, archivista svizzero (n. 1915)
- 2007 - Luigi Giannella, militare e aviatore italiano (n. 1914)
- 2007 - Andy Kostecka, cestista statunitense (n. 1921)
- 2007 - Loretta Montemaggi, politica italiana (n. 1930)
- 2007 - Uwe Nettelbeck, produttore discografico, giornalista e critico cinematografico tedesco (n. 1940)
- 2007 - Paul Marie Nguyễn Minh Nhật, vescovo cattolico vietnamita (n. 1926)
- 2007 - Umberto Rotondi, compositore italiano (n. 1937)
- 2008 - Carlo Delaini, politico italiano (n. 1927)
- 2008 - Vincenzo Maria Farano, arcivescovo cattolico italiano (n. 1921)
- 2008 - Bobby Fischer, scacchista statunitense (n. 1943)
- 2008 - Edward D. Hoch, scrittore statunitense (n. 1930)
- 2008 - Ernie Holmes, giocatore di football americano statunitense (n. 1948)
- 2008 - George Keymas, attore statunitense (n. 1925)
- 2008 - Allan Melvin, attore e doppiatore statunitense (n. 1923)
- 2009 - Vincenzo Buonocore, giurista e politico italiano (n. 1932)
- 2009 - Tomislav Crnković, calciatore jugoslavo (n. 1929)
- 2009 - Gary Hill, cestista statunitense (n. 1941)
- 2009 - Italo Mereu, giurista italiano (n. 1921)
- 2009 - Katrine Michelsen, attrice e modella danese (n. 1966)
- 2010 - Gaines Adams, giocatore di football americano statunitense (n. 1983)
- 2010 - Sergio Coloni, politico italiano (n. 1932)
- 2010 - Daisuke Gōri, attore e doppiatore giapponese (n. 1952)
- 2010 - Nicoletta Rizzi, attrice italiana (n. 1939)
- 2010 - Erich Segal, sceneggiatore, scrittore e critico letterario statunitense (n. 1937)
- 2010 - Ernesto Vegetti, bibliografo, saggista e animatore italiano (n. 1943)
- 2011 - Marina Abros'kina, cestista sovietica (n. 1967)
- 2011 - Marcello Bazzana, saltatore con gli sci italiano (n. 1953)
- 2011 - Jean Dutourd, scrittore francese (n. 1920)
- 2011 - Don Kirshner, editore musicale e produttore discografico statunitense (n. 1934)
- 2011 - Gaetano Scelba, giornalista e funzionario italiano (n. 1932)
- 2011 - Stelio Zaganelli, politico italiano (n. 1920)
- 2012 - George Casella, statistico statunitense (n. 1951)
- 2012 - Johnny Otis, cantautore statunitense (n. 1921)
- 2012 - Francisco Pulgar Vidal, compositore e musicologo peruviano (n. 1929)
- 2012 - Mohamed Rouicha, cantautore marocchino (n. 1950)
- 2012 - Savannah Jack, wrestler statunitense (n. 1948)
- 2012 - Anne-Marie Seghers, tennista francese (n. 1911)
- 2012 - Ugo Spagnoli, costituzionalista e politico italiano (n. 1926)
- 2012 - Guglielmo Toros, calciatore italiano (n. 1927)
- 2012 - Michael Tucker, cestista australiano (n. 1954)
- 2013 - Jakob Arjouni, scrittore tedesco (n. 1964)
- 2013 - Tissa Balasuriya, teologo e presbitero singalese (n. 1924)
- 2013 - Arrigo Benussi, calciatore italiano (n. 1921)
- 2013 - Sophiya Haque, attrice, cantante e ballerina britannica (n. 1971)
- 2013 - James Hood, attivista statunitense (n. 1942)
- 2013 - Nic Potter, bassista britannico (n. 1951)
- 2013 - Anu Põder, artista e scultrice estone (n. 1947)
- 2013 - Franco Santo, politico italiano (n. 1940)
- 2013 - Sumihiro Tomii, sciatore alpino giapponese (n. 1949)
- 2014 - Tonino Cragnolini, disegnatore, incisore e pittore italiano (n. 1937)
- 2014 - James Lockhart, storico statunitense (n. 1933)
- 2014 - Gustavo Magariños, cestista e diplomatico uruguaiano (n. 1922)
- 2014 - Suchitra Sen, attrice indiana (n. 1931)
- 2014 - Holger Hansson, calciatore e allenatore di calcio svedese (n. 1927)
- 2015 - Bruno Ballarini, calciatore italiano (n. 1937)
- 2015 - Ken Furphy, allenatore di calcio e calciatore inglese (n. 1931)
- 2015 - Faten Hamama, attrice e produttrice cinematografica egiziana (n. 1931)
- 2015 - Rod McDonald, cestista statunitense (n. 1945)
- 2015 - Kees Okx, pittore olandese (n. 1939)
- 2015 - Origa, cantautrice russa (n. 1970)
- 2015 - Peter Partner, storico e giornalista britannico (n. 1924)
- 2015 - Greg Plitt, attore, culturista e modello statunitense (n. 1977)
- 2015 - Lyla Rocco, attrice italiana (n. 1933)
- 2016 - Benedetto Conforti, giurista e magistrato italiano (n. 1930)
- 2016 - Gottfried Honegger, artista e illustratore svizzero (n. 1917)
- 2016 - Cesare Meucci, calciatore e allenatore di calcio italiano (n. 1921)
- 2016 - Sherron Mills, cestista statunitense (n. 1971)
- 2016 - Ion Panțuru, bobbista rumeno (n. 1934)
- 2016 - Mike Sharpe, wrestler canadese (n. 1951)
- 2017 - Giulio Ciacci, arbitro di calcio italiano (n. 1933)
- 2017 - Emilio Conciatori, artista e pittore italiano (n. 1933)
- 2017 - Mario Fasino, politico italiano (n. 1920)
- 2017 - Angelo Muzio, politico e sindacalista italiano (n. 1959)
- 2017 - Vladimir Trifunović, generale jugoslavo (n. 1938)
- 2017 - Teori Zavascki, giudice brasiliano (n. 1948)
- 2018 - Alberto Duvina, calciatore italiano (n. 1938)
- 2018 - Augusto Polo Campos, compositore peruviano (n. 1932)
- 2018 - Simon Shelton, attore britannico (n. 1966)
- 2018 - Valentino Vago, pittore italiano (n. 1931)
- 2019 - Vicente Álvarez Areces, politico spagnolo (n. 1943)
- 2019 - Renzo Martini, attore italiano (n. 1938)
- 2019 - Giorgio Milanesi, calciatore italiano (n. 1942)
- 2019 - Mary Oliver, poetessa statunitense (n. 1935)
- 2019 - Sam Savage, scrittore statunitense (n. 1940)
- 2020 - Pietro Anastasi, calciatore italiano (n. 1948)
- 2020 - Gianni Celano Giannici, pittore e ceramista italiano (n. 1941)
- 2020 - Franco Luberti, politico e avvocato italiano (n. 1934)
- 2020 - Emanuele Severino, filosofo italiano (n. 1929)
- 2020 - Khagendra Thapa Magar, nepalese (n. 1992)
- 2020 - Maria Vingiani, politica, scrittrice e attivista italiana (n. 1921)
- 2021 - Nikolaj Timofeevič Antoškin, generale e politico russo (n. 1942)
- 2021 - Muriel Davis, ginnasta statunitense (n. 1940)
- 2021 - Abel Gabuza, arcivescovo cattolico sudafricano (n. 1955)
- 2021 - Junior Mance, pianista e compositore statunitense (n. 1928)
- 2021 - Philip Edward Wilson, arcivescovo cattolico australiano (n. 1950)
- 2022 - Lorenzo Castellano, autore televisivo, sceneggiatore e regista italiano (n. 1963)
- 2022 - Armando Gama, cantautore e baritono portoghese (n. 1954)
- 2022 - Alicia Rio, attrice pornografica messicana (n. 1970)
- 2022 - Michel Subor, attore francese (n. 1935)
- 2022 - Thelma Sutcliffe, supercentenaria statunitense (n. 1906)
- 2023 - Jay Briscoe, wrestler statunitense (n. 1984)
- 2023 - Manana Doijachvili, pianista e insegnante georgiana (n. 1947)
- 2023 - Chris Ford, cestista e allenatore di pallacanestro statunitense (n. 1949)
- 2023 - Renée Geyer, cantautrice australiana (n. 1953)
- 2023 - Jonathan Raban, scrittore e viaggiatore britannico (n. 1942)
- 2023 - Alfredo Hernández, calciatore messicano (n. 1935)
- 2023 - Gino Landi, coreografo, regista teatrale e regista televisivo italiano (n. 1933)
- 2023 - Nicola Molè, politico e avvocato italiano (n. 1931)
- 2023 - Edward R. Pressman, produttore cinematografico statunitense (n. 1943)
- 2023 - Lucile Randon, religiosa e supercentenaria francese (n. 1904)
- 2023 - Dieter Schickling, musicologo tedesco (n. 1939)
- 2023 - Stanislav Tereba, fotografo cecoslovacco (n. 1938)
- 2024 - Shawnacy Barber, astista canadese (n. 1994)
- 2024 - Nello Ciangherotti, direttore d'orchestra, compositore e arrangiatore italiano (n. 1930)
- 2024 - Günter Figal, filosofo tedesco (n. 1949)
- 2024 - Anthony Gobert, pilota motociclistico australiano (n. 1975)
- 2024 - Carlos Rojas Gutiérrez, politico messicano (n. 1954)
- 2024 - Knut Hjeltnes, discobolo e pesista norvegese (n. 1951)
- 2024 - Tony Lloyd, politico britannico (n. 1950)
- 2024 - Dejan Milojević, cestista e allenatore di pallacanestro serbo (n. 1977)
- 2024 - Bennie Muller, calciatore olandese (n. 1938)
- 2024 - Toni Stern, paroliera e poetessa statunitense (n. 1944)
- 2024 - Willy Truye, ciclista su strada belga (n. 1934)
- 2025 - Jules Feiffer, sceneggiatore, fumettista e disegnatore statunitense (n. 1929)
- 2025 - Didier Guillaume, politico francese (n. 1959)
- 2025 - Herbert Henck, pianista e compositore tedesco (n. 1948)
- 2025 - Denis Law, calciatore scozzese (n. 1940)
- 2025 - Martin Pollack, scrittore e giornalista austriaco (n. 1944)
- 2025 - François Ponchaud, presbitero, missionario e scrittore francese (n. 1939)
- 2025 - Punsalmaagiin Ochirbat, politico mongolo (n. 1942)
- 2025 - Jan Shepard, attrice statunitense (n. 1928)

## Senza anno specificato(1)
- Gamelberto, presbitero tedesco